# 王义 (1953年)
王义（1953年—），男性，汉族，甘肃天水人，中华人民共和国政治人物，曾任甘肃省陇南市委书记、市人大常委会主任，第十一届全国人民代表大会甘肃地区代表。

## 生平
王义毕业于中共中央党校党的学说与党建专业。2001年8月28日出任庆阳地区行政公署专员，庆阳撤地建市后出任市长:41-43，2006年3月转岗出任中共陇南市委书记，并于翌年兼任同市人大常委会主任。2008年起担任全国人大代表。